# Der Galeerensträfling

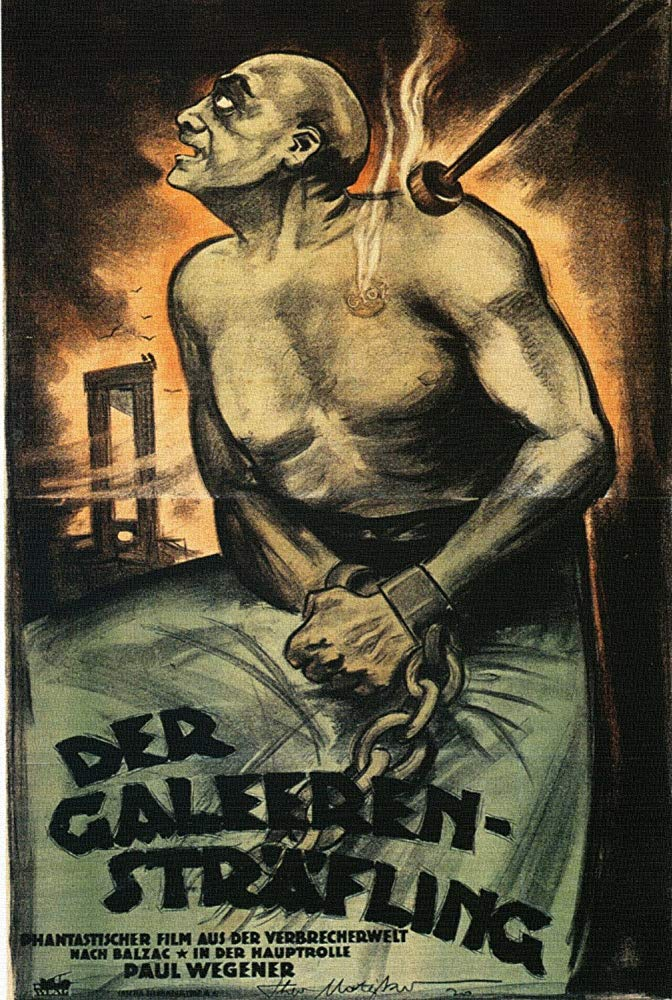
Affiche du film.

Der Galeerensträfling est un film allemand muet réalisé par Rochus Gliese et Paul Wegener, sorti en 1919. Le scénario s'inspire de plusieurs nouvelles d'Honoré de Balzac. Il est sorti en deux parties.

## Fiche technique
- Réalisation : Rochus Gliese et Paul Wegener
- Scénario : Paul Wegener, d'après plusieurs nouvelles d'Honoré de Balzac, dont Illusions perdues.
- Producteur : Paul Davidson
- Photographie : Frederik Fuglsang, Fritz Arno Wagner
- Décors : Kurt Richter
- Production : PAGU
- Distributeur : UFA
- Durée : 64 minutes[1]
- Date de sortie : 
  - Première partie : 17 octobre 1919
  - Deuxième partie : novembre 1919 (Berlin)[2]

## Distribution
- Paul Wegener : Colin, roi de Galeerensträflinge
- Lyda Salmonova : Victorine
- Paul Hartmann : Rastignac
- Ernst Deutsch : Galeerensträfling
- Else Berna : Herzogin Maufrigneuse
- Adele Sandrock
- Lothar Müthel
- Jakob Tiedtke
- Armin Schweizer
- Hedwig Gutzeit

## Production
Le film a été tourné aux Tempelhof Studios à Berlin. Les décors ont été conçus par Kurt Richter.